# Ingeus
Vous pouvez aider à l'améliorer ou bien discuter des problèmes sur sa page de discussion.
- Il ne s’appuie pas, ou pas assez, sur des sources secondaires ou tertiaires. (Marqué depuis janvier 2012)
- Il adopte un point de vue régional ou culturel particulier et nécessite une internationalisation. (Marqué depuis décembre 2013)

- Archive Wikiwix
- Bing
- Cairn
- DuckDuckGo
- E. Universalis
- Gallica
- Google
- G. Books
- G. News
- G. Scholar
- Persée
- Qwant
- (zh) Baidu
- (ru) Yandex
- (wd) trouver des œuvres sur Wikidata

Ingeus est une société britannique spécialisée dans l’insertion professionnelle des demandeurs d’emploi et l’évolution de carrière des salariés. Le bureau français, en tant qu’opérateur privé de placement, répond à des appels d’offres de Pôle emploi des collectivités territoriales ou des entreprises dont l'objet est d'accompagner des candidats ou des salariés dans leurs transitions professionnelles.

## Historique
Ingeus a été fondé en Australie en 1989. Le premier objectif de l’entreprise est d’accompagner les salariés victimes d’accidents du travail dans leur retour sur le marché de l’emploi.
Ingeus s’installe en France, en 2005, dans le cadre d’un programme expérimental d’accompagnement de demandeurs d’emploi mené avec l’Unédic et l’ANPE à Lille et à Rouen.

## Métier
Le métier d’Ingeus est d’accompagner, de manière personnalisée, les publics en difficulté dans leur recherche d’emploi ou les salariés souhaitant évoluer dans leurs carrières professionnelles : cadres, seniors, chômeurs de longue durée, personnes en situation précaire (allocataires du RSA, personnes sans domicile fixe, parents isolés), jeunes diplômés, sans qualification ou issus de quartiers populaires (comme dans le cadre du programme Contrat d'autonomie lancé par le Plan Espoir Banlieues) ou encore les travailleurs handicapés.

## Controverses
Ingeus a été critiqué sur le plan du contenu de son suivi, mais aussi du coût de l'opération pour le contribuable ainsi que des moyens disproportionnés dont il dispose en vertu des contrats signés avec les collectivités par rapport aux organismes publics,,.